# ピーター・イェーツ
ピーター・イェーツ（英: Peter Yates、1929年7月24日 - 2011年1月9日）は、イングランドのハンプシャー、オールダーショット出身の映画監督・映画プロデューサー。「イエーツ」という日本語表記も使われている。

## 略歴
王立演劇学校を卒業後、俳優や演出家として舞台で活躍していた。その後トニー・リチャードソンの助手などを経て、テレビドラマなども手がけるようになった。1963年に監督としてデビュー。スティーブ・マックイーン主演のアクション映画『ブリット』が有名。以来『ジョンとメリー』『ヤング・ゼネレーション』『ドレッサー』など様々なジャンルの作品を手がけている。
映画監督になる前に、プロのレーシング・ドライバーだったこともある。
2011年1月9日、長い闘病生活の末、ロンドンにて亡くなった。81歳没。

## フィルモグラフィー
- 太陽と遊ぼう！Summer Holiday（1963）監督
- 大列車強盗団 Robbery (1967) 監督・製作
- ブリット Bullitt (1968) 監督
- ジョンとメリー John and Mary (1969) 監督
- マーフィの戦い Murphy's War (1971) 監督
- ホット・ロック The Hot Rock (1972) 監督
- エディ・コイルの友人たち The Fryends of Eddie Coyle (1973) 監督
- またまたおかしな大追跡 For Pete's Sake (1974) 監督
- 走れ走れ!救急車! Mother, Jugs & Speed (1976) 監督・製作
- ザ・ディープ The Deep (1977) 監督
- ヤング・ゼネレーション Breaking Away (1979) 監督
- 目撃者 Eyewitness (1981) 監督・製作
- ドレッサー The Dresser  (1983) 監督・製作
- 銀河伝説クルール Krull (1983) 監督
- 哀愁のエレーニ Eleni (1985) 監督
- 容疑者 Suspect (1987) 監督
- イノセントマン/仕組まれた罠 An Innocent Man (1989)監督
- 最高のルームメイト Roommates (1994)監督
- ニューヨークの亡霊 Curtain Call（1999）監督

## 受賞歴
| 賞           | 年     | 部門   | 作品名                     | 結果       |
| ------------ | ------ | ------ | -------------------------- | ---------- |
| アカデミー賞 | 1979年 | 監督賞 | 『ヤング・ゼネレーション』 | ノミネート |
| アカデミー賞 | 1979年 | 作品賞 | 『ヤング・ゼネレーション』 | ノミネート |
| アカデミー賞 | 1983年 | 監督賞 | 『ドレッサー』             | ノミネート |
| アカデミー賞 | 1983年 | 作品賞 | 『ドレッサー』             | ノミネート |